# Aleksandar Wassilew (Eishockeyspieler)
Aleksandar Wassilew (bulgarisch Александър Василев; * 6. Juli 1994) ist ein ehemaliger bulgarischer Eishockeyspieler, der zuletzt bis 2016 beim HK ZSKA Sofia in der bulgarischen Eishockeyliga spielte.

## Karriere
Aleksandar Wassilew begann seine Karriere als Eishockeyspieler in der Nachwuchsabteilung des HK Slawia Sofia. Mit dem Team gewann er 2009 die bulgarische U16-Meisterschaft. Während der folgenden Spielzeit wechselte er nach Tschechien zum HC Benátky nad Jizerou, bei dem er bis 2012 vorwiegend in den Juniorenteams spielte, aber auch bereits zu Einsätzen in der zweiten Herren-Mannschaft kam, die in der fünften Spielklasse Tschechiens antrat. Die Spielzeit 2012/13 verbrachte er beim HC Mělník, mit dem er in der zweithöchsten tschechischen U20-Liga spielte. Anschließend kehrte er zu seinem Stammverein HK Slawia Sofia zurück, für den er in der bulgarischen Eishockeyliga spielte. 2016 beendete er seine Karriere im Alter von nur 22 Jahren.

### International
Im Nachwuchsbereich nahm Wassilew an den U18-Weltmeisterschaften 2011 und 2012 sowie den U20-Weltmeisterschaften 2012, 2012 und 2014 jeweils in der Division III teil.
Sein Debüt in der Herren-Auswahl seines Landes gab Wassilew bei der Weltmeisterschaft 2014, als den Bulgaren der Aufstieg aus der Division III in die Division II gelang. Zudem vertrat er seine Farben bei der Olympiaqualifikation für die Winterspiele in Pyeongchang 2018.

## Erfolge und Auszeichnungen
- 2009 Bulgarischer U16-Meister mit dem HK Slawia Sofia
- 2014 Aufstieg in die Division II, Gruppe B, bei der Weltmeisterschaft der Division III